# Toos Heuwekemeijer
Catharina Elizabeth Jacoba (Toos) Heuwekemeijer (Amsterdam, 22 mei 1911- overleden voor 2012) was een Nederlands harpist.
Heuwekemeijer was nakomertje van Antonius Augustinus Heuwekemeijer (houder van een concertbureau) en Catharina Petronella Wilhelmina Ammerman. Zusters Nel (Petronella Wilhelmina Maria, viool) en Lies (Elisabeth Johanna Cornelia, cello) en broer Toon Heuwekemeijer (piano en harmonica) speelden ook muziek in een periode dat zij en haar broer Piet Heuwekemeijer nog te jong waren. Haar muzikale achternaam (Stotijn-Heuwekemeijer) komt van muzikant Constant Stotijn met wie ze in 1937 trouwde. Daarvoor was ze getrouwd met kantoorbediende Abraham Hardsteen.
Haar opleiding op de harp begon vermoedelijk (aldus Toos), omdat in de muziekwinkel van haar ouders een harp stond. Als eerste lerares trof zij Antoinetta Rutters, maar daar had ze niets aan. Ondertussen moest er ook geleerd worden aan de HBS aan de Mauritskade. Ze mocht toch een keer meespelen bij de Italiaanse Opera, alwaar ze naast bonbons ook haar eerste geld verdiende met harp spelen (25 gulden). Al snel dook de naam Rosa Spier op en Toos kon haar bewonderen in het Concertgebouw. 
Nog voor de Tweede Wereldoorlog kreeg ze een vaste aanstelling. Vanaf 1932 was ze te vinden bij de revue van Louis Bouwmeester, die regelmatig Carre aandeed. Ze vermande zich om les te kunnen krijgen van eerdergenoemde Spier en die gaf toe, maar bij het voorspel in de Jan Luijkenstraat zei ze wel, dat ze weer van vooraf aan moest beginnen. Ze kreeg vanaf haar twintigste lessen van Rosa Spier. Ze maakte deel uit van een viertal harpisten die in 1942 weigerden Rosa Spier aan het conservatorium op te volgen als lerares, omdat zij vanwege de Duitse bezetting en de daaropvolgende Jodenvervolgingen moest vertrekken. Phia Berghout, Margot Broeders, Jacoba Heuckeroth en Stotijn vormden een soort klasje die het werk van Spier voortzetten.
Heuwekemeijer werd harpiste van de Arnhemsche Orkest Vereniging (1934-1937), daarna volgden een aantal omroeporkesten, omleidend naar het Radio Filharmonisch Orkest. Ze vertrok aldaar in 1946 om harp te gaan spelen bij het Residentie Orkest. In 1949 stopte ze, ze kon het spelen niet meer combineren met het opvoeden van vier kinderen. Diezelfde vier kinderen zeiden in 1976 dat ze de draad toch maar weer moest oppakken. De harp pakkend zag ze in dat alle kunde grotendeels was verdwenen en ze moest opnieuw van vooraf aan beginnen en vond in Edward Witsenburg een nieuwe leraar. Hij had haar ooit om een handtekening gevraagd en vond haar toon bewonderenswaardig. 